# تپه خه روز
تپه خه روز مربوط به سدهٔ ۸–۶ ه.ق است و در شهرستان ارومیه، بخش سیلوانه، دهستان مرگور، روستای کایر واقع شده و این اثر در تاریخ ۲۵ آبان ۱۳۸۷ با شمارهٔ ثبت ۲۳۵۱۲ به‌عنوان یکی از آثار ملی ایران به ثبت رسیده است.